# 마리아나 파혼

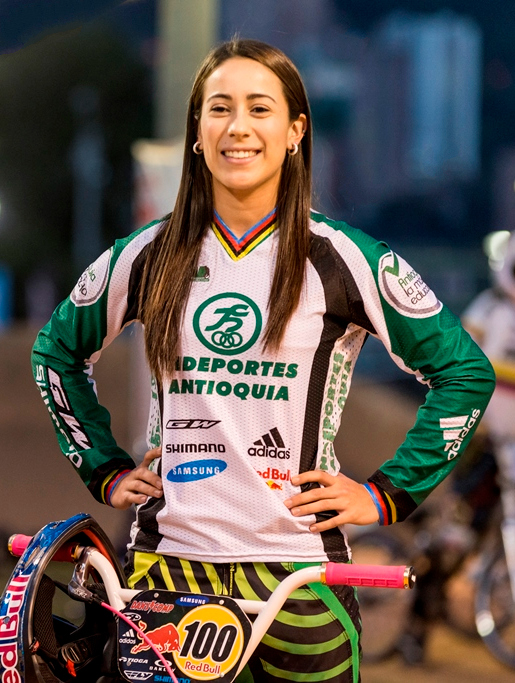

마리아나 파혼(스페인어: Mariana Pajón, 1991년 10월 10일 ~ )은 콜롬비아의 여자 사이클 선수이다. 런던에서 열린 2012년 하계 올림픽 여자사이클 BMX 종목에서 금메달을 획득하였다. 이 금메달은 2000년 하계 올림픽 여자역도 75kg급에서 금메달을 획득했던 마리아 이사벨 우루티아 이후 처음이자 콜롬비아 역사상 두 번째 올림픽 금메달이다.
2008년 중국 타이위안 시에서 열린 세계 BMX 선수권 대회에서 여자 주니어 크루저 금메달을 거머쥔 이래 여자 BMX 부분에서 독보적인 활약을 보여주고 있다. 지난 2011년 멕시코 과달라하라에서 열린 팬아메리칸 게임에서도 여유있게 금메달을 획득한 바 있다.